# Mainburg
Mainburg é uma cidade da Alemanha, localizado no distrito de Kelheim, no estado de Baviera.